# Kingsley, Staffordshire
Kingsley är en ort och civil parish i Storbritannien.   Den ligger i grevskapet Staffordshire och riksdelen England, i den södra delen av landet, 210 km nordväst om huvudstaden London. Kingsley ligger 191 meter över havet och antalet invånare är 2 210.
Terrängen runt Kingsley är platt åt sydväst, men åt nordost är den kuperad. Runt Kingsley är det ganska tätbefolkat, med 214 invånare per kvadratkilometer. Närmaste större samhälle är Stoke-on-Trent, 13,6 km väster om Kingsley. Trakten runt Kingsley består i huvudsak av gräsmarker.